# Виканата скала
Природната забележителност Виканата скала се намира в Тревненската планина, местността Стружната в община Трявна. Тя е обект от Природен парк „Българка“.
Отстои на 2 километра южно-югоизточно от махала Гръбчево на село Радевци и на 3,5 км западно от село Кръстец. Само на 110 метра южно-югоизточно от нея е хижа „Българка“ (на 2 етажа, 1067 м н.м.р.), а на 60 м източно-югоизточно има малка сграда на Планинската спасителна служба.
Виканата скала е обявена за природна забележителност със Заповед № 995 от 21 април 1971 г. на Комитета за опазване на природната среда при Министерския съвет.
Представлява скален феномен с надморска височина 1000 м. Заема площ от 0,5 ха. Основната скала е доломит. Местността е с типични кафяви горски почви. От дърветата основно се среща бук. Има единични дървета явор, червен глог и др. По самия скален феномен се срещат тревисти видове: родопски силивряк – Haberlea rhodopensis Friv (ендемит в Червената книга на Република България), здравец, кръглолистна каменоломка и др.
В района на Виканата скала, на посещение през 1921 г. в миньорското селище до нея, Иван Вазов е изразил възхищението си от природната забележителност и омайващата панорамна гледка, която се открива оттам към Предбалкана и Дунавската равнина.

## Снимки
- Поглед на север от парапета на Виканата скала
- Изглед към пропастта и Предбалкана от Виканата скала
- Пътни табели в близост до Виканата скала
- Маркирани туристически маршрути в близост до Виканата скала
- Букови коренища до Виканата скала